# Kurt Baldinger
Kurt Baldinger (Binningen, Suiza, 17 de noviembre de 1919-Heidelberg, Alemania, 17 de enero de 2007) fue un lingüista y filólogo suizo que realizó importantes contribuciones a la romanística en los dominios galo-románico e ibero-románico, con trabajos de lexicografía, lingüística histórica, etimología y semántica.

## Vida y obra
Kurt Baldinger nació en la localidad de Binningen, junto a Basilea, y a los doce años perdió a su padre, profesor de enseñanza secundaria. Tras concluir el bachillerato en 1938, comenzó a trabajar como monitor titulado de Educación física en un liceo de la Alta Engadina, mientras estudiaba en las Universidades de Ginebra y Basilea, diplomándose como profesor de enseñanza media y superior en las disciplinas de filología germánica, filología francesa e historia. En 1947 contrajo matrimonio con Heidi Isler, con quien tendría cuatro hijas. En 1948 se doctoró en la Universidad de Basilea con una tesis sobre Sufijos colectivos y el concepto de colectividad en francés, bajo la dirección del eminente romanista Walther von Wartburg, del que se convertiría en discípulo y en uno de los principales colaboradores de su Diccionario Etimológico Francés, que alcanzó los veinticinco volúmenes.
Su condición de ciudadano suizo, como su maestro, permitió a Baldinger traspasar las fronteras de la Guerra Fría. Así, pudo ser contratado como profesor en la Universidad Humboldt de Berlín, entonces en la República Democrática Alemana,  sucediendo a von Wartburg en la cátedra de Lingüística y Filología románicas, en la que permaneció hasta que en 1957 se trasladó a la Universidad de Heidelberg, donde permanecería el resto de su vida, aunque hasta 1962 mantuvo su puesto como director del Instituto de Lenguas Románicas en la Academia de Ciencias de la R.D.A., en Berlín Este. En 1958, a los 39 años de edad, Baldinger fue elegido miembro de la Academia de Ciencias de Heidelberg, una de las de mayor prestigio de Alemania.
La dedicación académica de Baldinger a la romanística se centró primeramente en el dominio del galorromance. Además de su contribución al Diccionario Etimológico Francés de su maestro, en el que es autor de al menos noventa extensos artículos, y de numerosas monografías, destaca en este campo el lanzamiento de tres grandes diccionarios: el Diccionario onomasiológico del antiguo occitano, el Diccionario onomasiológico del antiguo gascón (ambos a partir de 1975) y el Diccionario etimológico del antiguo francés (a partir de 1971). Como su propio nombre indica, los dos primeros diccionarios son onomasiológicos, es decir, están organizados por conceptos, mientras que el diccionario de francés antiguo está clasificado por familias etimológicas.
Su atención al dominio iberorromance comenzó también pronto, a partir de necesidades académicas derivadas de la organización de la enseñanza de la filología románica en Alemania. Un folleto de apenas 40 páginas publicado en 1958 dio lugar, mediante sucesivas ampliaciones, a su grueso libro La formación de los dominios lingüísticos en la Península Ibérica (Gredos, 1963 y 1972), que se convirtió en manual de referencia en la materia. También prestó atención a la vertiente americana del español, con artículos o monografías sobre temas como el vocabulario de Pedro Cieza de León en la tercera parte de la Crónica del Perú, o los distintos vocablos para designar "cabeza" o "tonto" en América Latina. 
En español publicó originalmente Baldinger su Teoría semántica. Hacia una semántica moderna (Madrid, ed. Alcalá, 1970 y 1976). En esta obra da los primeros pasos para elaborar un modelo teórico de signo lingüístico que prevea su pluralidad semántica sin que esto comprometa su unidad, sentando así las bases para la sustitución del tradicional modelo triangular del signo por el modelo en forma de trapecio que desarrollaría su discípulo Klaus Heger.
La producción de Kurt Baldinger fue enorme: en el volumen de homenaje publicado con motivo de su septuagésimo aniversario se enumeran 70 monografías, 261 artículos y 1890 reseñas. El número asombroso de reseñas se explica en parte porque Baldinger dirigió desde 1958 la Zeitschrift für romanische Philologie, una de las revistas más prestigiosas en estudios romances.
La carrera académica de Baldinger prosiguió con los años. Después de haber sido decano de la Facultad de Filosofía, fue elegido rector de la Universidad de Heidelberg, coincidiendo con los disturbios estudiantiles desencadenados a partir de mayo de 1968, durante los cuales recabó la intervención de la policía para desalojar el auditorio de la Universidad. Obtuvo varios doctorados honoris causa, especialmente por universidades españolas y de América Latina.
Ya jubilado, Kurt Baldinger sufrió en los últimos años de su vida las limitaciones derivadas de la ceguera y de las secuelas de una apoplejía. Murió en 2007, a los 87 años de edad. Su concepción de la investigación filológica queda reflejada en el título de uno de sus artículos: "Lengua y Cultura": no concebía la lengua como una entidad aislada, sino enmarcada en la esfera de actividades del ser humano.